# 済生会和歌山病院
済生会和歌山病院（さいせいかいわかやまびょういん）は、和歌山県和歌山市にある民間病院。

## 沿革
- 1913年（大正2年）9月 - 和歌山市診療所として開院。
- 1941年（昭和16年）7月 - 和歌山診療所と改称。
- 1945年（昭和20年）7月 - 戦災により焼失。
- 1948年（昭和23年）10月 - 元・海草郡役所を買収し和歌山病院を開設。
- 2003年（平成15年）10月 - 現在地にあった旧・和歌山県立医科大学附属病院新館を改修し、移転。

## 診療科
- 内科
- 糖尿病代謝内科
- 消化器内科
- 循環器内科
- 外科
- 整形外科
- 脳神経外科
- 心臓血管外科
- 皮膚科
- 泌尿器科
- 眼科
- 耳鼻咽喉科
- リハビリテーション科
- 放射線科
- 腎センター

## 交通アクセス
- JR和歌山駅3番のりばから和歌山バスに乗車し、京橋バス停で下車。
- 南海電鉄和歌山市駅から本町二丁目経由の和歌山バスに乗車し、京橋バス停で下車。